# سفماتیلن
سفماتیلن (انگلیسی: Cefmatilen) یک داروی آنتی‌بیوتیک سفالوسپورین خوراکی فعال است. این دارو در ژاپن توسعه یافت و نخستین بار در سال ۱۹۹۲ میلادی معرفی شد.
این دارو در شرایط آزمایشگاهی (in vitro)، سفماتیلن در برابر انواع باکتری‌های گرم مثبت و گرم منفی، از جمله استرپتوکوک پیوژنز و نایسریا گونوره، بسیار فعال است.